# Oeuvre van Martin Gardner
Dit artikel bevat een lijst van het oeuvre van Martin Gardner, waarbij waar mogelijk gekozen is voor de Nederlandse titels:
- 1952 In the Name of Science
- 1956 Mathematics, Magic and Mystery
- 1957 Science Puzzlers
- 1957 Is dat nog wel wetenschap? (Fads and Fallacies in the Name of Science)
- 1957 Great Essays in Science
- 1957 The Wizard of Oz and Who He Was
- 1958 Logic Machines and Diagrams
- 1960 The Annotated Alice
- 1962 The Annotated Snark
- 1962 Relativity for the Million
- 1964 The Ambidextrous Universe: Mirror Asymmetry and Time-Reversed Worlds
- 1965 The Annotated Ancient Mariner
- 1967 Annotated Casey at the Bat: A Collection of Ballads about the Mighty Casey
- 1973 The Flight of Peter Fromm
- 1975 Mathematical Carnival: A New Round-up of Tantalizers and Puzzles from "Scientific American"
- 1976 The Incredible Dr. Matrix
- 1978 Aha! Insight
- 1981 Science: Good, Bad, and Bogus
- 1981 Entertaining Science Experiments With Everyday Objects
- 1982 Aha! Gotcha: Paradoxes to Puzzle and Delight
- 1983 The Whys of a Philosophical Scrivener
- 1983 Order and Surprise
- 1984 Codes, Ciphers and Secret Writing (Test Your Code Breaking Skills)
- 1985 Magic Numbers of Dr Matrix
- 1986 Entertaining Mathematical Puzzles
- 1987 The No-Sided Professor and other tales of fantasy, humor, mystery, and philosophy
- 1987 The Annotated Innocence of Father Brown
- 1987 Riddles of the Sphinx
- 1987 Time Travel and Other Mathematical Bewilderments
- 1988 Perplexing Puzzles and Tantalizing Teasers
- 1988 New Age: Notes of a Fringe Watcher
- 1990 More Annotated Alice
- 1991 The Unexpected Hanging and Other Mathematical Diversions
- 1991 The Annotated Night Before Christmas: A Collection Of Sequels, Parodies, And Imitations Of Clement Moore's Immortal Ballad About Santa Claus Edited, with an introduction and notes, by Martin Gardner
- 1991 Fractal Music, Hypercards and More
- 1992 On the Wild Side
- 1993 The Healing Revelations of Mary Baker Eddy
- 1994 My Best Mathematical and Logic Puzzles
- 1995 Classic Brainteasers
- 1995 Urantia: The Great Cult Mystery
- 1996 Weird Water & Fuzzy Logic: More Notes of a Fringe Watcher
- 1997 The Night Is Large : Collected Essays, 1938-1995
- 1998 Calculus Made Easy
- 1998 Martin Gardner's Table Magic
- 1999 Gardner's Whys & Wherefores
- 1999 The Annotated Alice: The Definitive Edition
- 1999 The Annotated Thursday: G. K. Chesterton's Masterpiece, the Man Who Was Thursday by G. K. Chesterton
- 2000 From the Wandering Jew to William F. Buckley, Jr. : On Science, Literature, and Religion
- 2000 The Annotated Wizard of Oz
- 2001 A Gardner's Workout: Training the Mind and Entertaining the Spirit
- 2001 Mathematical Puzzle Tales
- 2001 Did Adam and Eve Have Navels?: Debunking Pseudoscience
- 2001 The Colossal Book of Mathematics
- 2002 Martin Gardner's Favorite Poetic Parodies
- 2003 Are Universes Thicker Than Blackberries?: Discourses on Gödel, Magic Hexagrams, Little Red Riding Hood, and Other Mathematical and Pseudoscientific Topics
- 2004 Smart Science Tricks
- 2007 The Jinn from Hyperspace: And Other Scribblings—both Serious and Whimsical
- 2008 Bamboozlers: The Book of Bankable Bar Betchas, Brain Bogglers, Belly Busters & Bewitchery by Diamond Jim Tyler
- 2009 When You Were a Tadpole and I was a Fish and other Speculations about This and That
- 2009 The Upside-Down World of Gustave Verbeek